# Revolt del Camp Gran

El Revolt del Camp Gran, respecte del terme de l'Estany

El Revolt del Camp Gran és un revolt de la carretera C-59, en el terme municipal de l'Estany, a la comarca del Moianès.
Està situat a prop al sud del nucli urbà de l'Estany, al costat de llevant del Camp Gran, en el lloc on hi havia hagut l'estany de l'Estany. És al sud-oest del Camp de les Pedres.